# Adagrasib
Adagrasib (Handelsname: Krazati, Hersteller: Mirati Therapeutics) ist ein Arzneistoff der KRAS-Inhibitoren, der gegen Tumoren mit Mutationen im KRas-Gen eingesetzt wird. In den USA ist er seit Dezember 2022, in der EU seit Januar 2024 zur Behandlung des nicht-kleinzelligen Lungenkrebses (NSCLC) als Krazati zugelassen.

## Klinische Angaben

### Anwendungsgebiete
Adagrasib kann bei Patienten, bei denen ein fortgeschrittenes oder metastasierendes nicht-kleinzelliges Lungenkarzinom vorliegt und die mindestens eine vorherige systemische Behandlung dagegen erfahren haben, eingesetzt werden.

### Wechselwirkungen mit anderen Medikamenten
Die Gabe von starken CYP3A4-Induktoren kann zu einer verringerten Effektivität von Adagrasib führen.
Die Gabe von starken CYP3A4-Hemmern kann zu ungewünscht hohen Konzentrationen von Adagrasib führen, weshalb auf eine Gabe der Hemmer verzichtet werden sollte, bis eine stabile Konzentration von Adagrasib erreicht ist.

### Unerwünschte Wirkungen
Zu den Nebenwirkungen gehören gastrointestinale Symptome wie gastrointestinale Blutungen, gastrointestinale Obstruktionen, Darmverschluss oder Stenose. Es kann außerdem zu einer Verlängerung des QT-Intervalls kommen. Außerdem besitzt Adagrasib eine Hepatotoxizität und kann Interstitielle Lungenerkrankungen und Pneumonitis auslösen.

## Wirkungsmechanismus
Adagrasib ist ein selektiver Inhibitor, der an das mutierte KRAS-Protein bindet. Dabei geht Adagrasib eine kovalente Bindung mit der Cystein-Einheit C12 ein. Da diese Einheit nur in der Mutante KRASG12C vorhanden ist, kann Adagrasib den Wildtyp und andere Mutanten nicht inhibieren.

## Chemie
Strukturell besteht Adagrasib aus einem Tetrahydropyridinopyrimidin, das mit einem N-Methylprolinol, einem Chlornaphthalin und einem substituieren Piperazin substituiert ist. Das Piperazin trägt mit der 2-Fluoracrylamidgruppe den sogenannten warhead, also die Atomgruppe, die mit dem Cystein in KRASG12C eine kovalente Bindung eingehen kann. Verschiedene Substituenten am Naphthalin, sowie am Piperazin wurden hinsichtlich ihrer Aktivität und Bioverfügbarkeit optimiert. Die 2-Fluoracrylamidgruppe ist ebenfalls Resultat eines Optimierungsprozesses. Sie besitzt eine höhere Stabilität gegenüber Glutathion.